# Орах (Билеча)
Орах (серб. Орах / Orah) — село в общине Билеча Республики Сербской Боснии и Герцеговины. Население составляет 12 человек по переписи 2013 года.

## Население[3]
- 1961 год — 142 человека
- 1971 год — 25 человек
- 1981 год — 22 человека (все сербы)
- 1991 год — 13 человек (все сербы)

## Культура
В селе располагается Монастырь Добричево Сербской православной церкви.